# Stadhuis van Bilzen

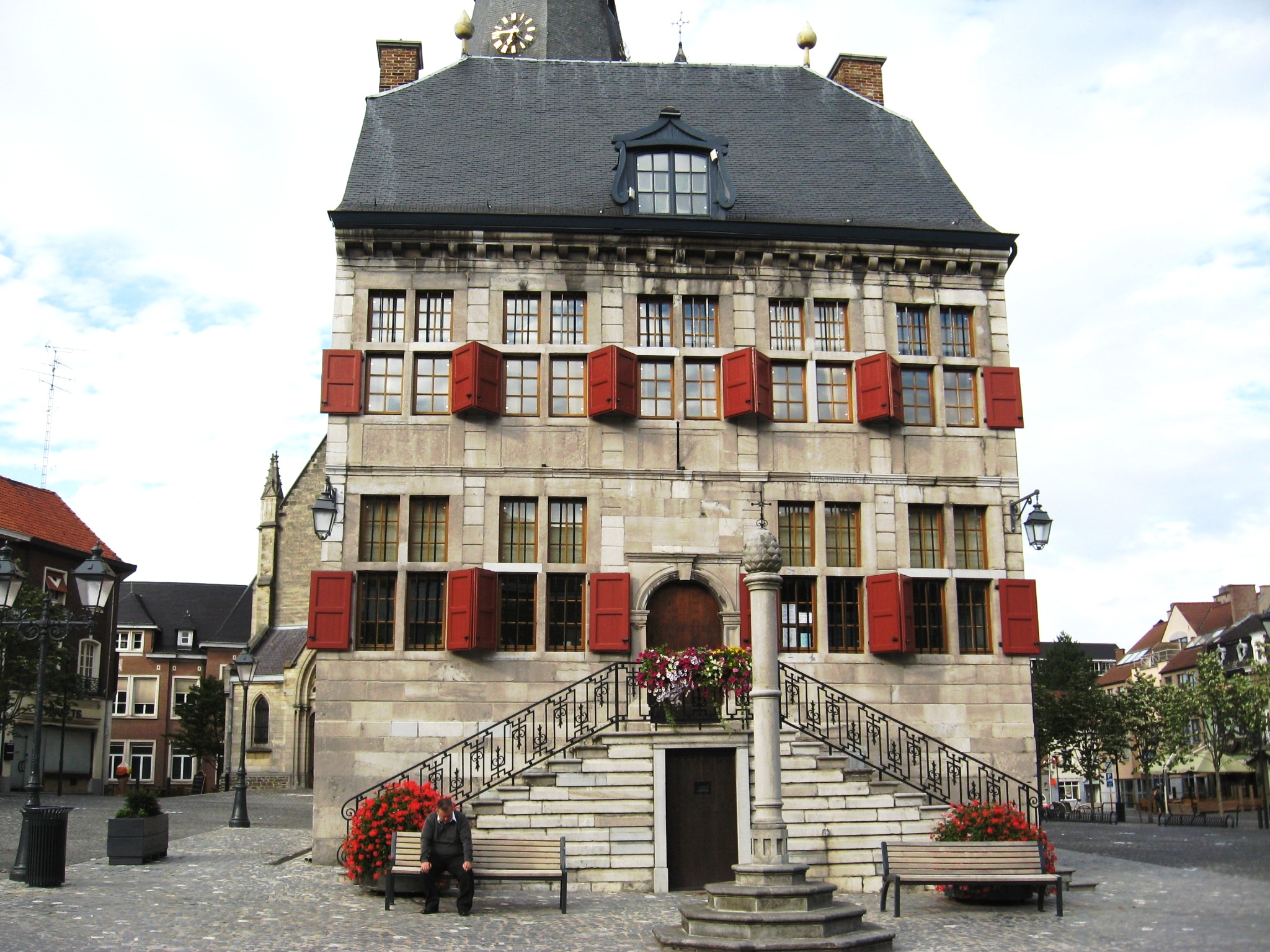
Stadhuis van Bilzen

Het stadhuis van Bilzen is een bouwwerk uit 1685 aan de Markt 1.
Het stadhuis werd gebouwd nadat het oorspronkelijke stadhuis in 1636 door de Kroatische troepen van Jan van Weert in brand werd gestoken. De bouw begon in 1685 en de bouwmeester was Lambert Derick, afkomstig uit Antheit. Aanvankelijk maakte het deel uit van een rij huizen, maar deze werd in 1890 afgebroken, waardoor het stadhuis vrij kwam te staan.
Het stadhuis is een strak symmetrisch geheel met een hoog souterrain, waarboven zich twee verdiepingen bevinden onder een wolfsdak. Op de daknok werden twee beukenoten aangebracht die herinneren aan de vroegere naam Beukenbilzen.
Trappen voeren omhoog naar de toegangsdeur. Daaronder bevindt zich de deur naar het -zich in het souterrain bevindende- cachot.
Vóór het stadhuis staat het perroen opgesteld.